# Зайцев, Евгений Викторович
Евгений Викторович Зайцев (18 марта 1968) — советский и российский футболист, играл на позиции полузащитника и нападающего.

## Карьера
Воспитанник ДЮСШОР-15 (Воронеж). Профессиональную карьеру начинал в 1990 году в «Буране». После распада СССР перешёл в «Факел», за который в матчах высшей лиги дебютировал 29 марта 1992 года в домашнем матче 1-го тура против «Уралмаша». По итогам сезона 1992 года провёл 20 матчей в высшем эшелоне российского футбола, в которых забил 1 гол. В течение четырёх сезонов был одним из основных игроков «Факела». В 1996 году перебрался в лискинский «Локомотив», в котором в 1998 году завершил профессиональную карьеру. С 1999 по 2001 год играл за любительский клуб «Газовик» (Острогожск).